# Договор в Роскильде (1568)
Договор в Роскильде (дат. Traktater af Roskilde) — мирный договор между королевствами Дания-Норвегия и Вольным городом Ганзейского союза Любеком с одной стороны, и королевством Швеция с другой, подписанный в городе Роскилле 18 и 22 ноября 1568 г., который должен был положить конец Северной Семилетней войне, после де-факто наследования титула короля Швеции Юханом III. В ходе переговоров по инициативе Юхана он отказался от ратификации, посчитав уступки, сделанные его посланниками в Роскилле, слишком далеко идущими. В частности, эти уступки включали шведские обязательства оплатить Дании её военные расходы и уступить шведскую Эстонию. Таким образом, война продолжалась до тех пор, пока не была закончена Штеттинским мирным договором (1570 г.).

## Предпосылки
После того, как шведский король Эрик XIV сошел с ума и убил ведущих аристократов в конце 1567 года, его брат герцог Юхан (позже король Юхан III) взял на себя управление королевством и заключил Эрика в тюрьму. После этого он отправил делегацию в Данию для переговоров об окончании Северной Семилетней войны, унаследованной от его брата. Фредерик II Датский не смог воспользоваться внутришведским конфликтом, поскольку его казна была истощена из-за расходов на немецкие наемные армии, на которые он опирался на протяжении всей войны, и восстановления датского флота, завершившегося к лету 1567 г., после того, как большая его часть затонула во время шторма в июле 1566 г. Кроме того, герцог Юхан поддерживал дружеские отношения с Сигизмундом II Августом, королём Речи Посполитой, подрывая надежды на антишведский союз в Ливонской войне.

## Условия
Шведская делегация в Роскилле согласилась на все требования Дании и Любека. Таким образом, датско-шведский договор включал восстановление довоенных границ между королевствами, за исключением шведских владений в Эстонии, установленного в 1561 году во время Ливонской войны, которое должно было быть передано Магнусу Гольштейнскому, брату датского короля. Кроме того, шведская корона была обязана оплатить датские военные расходы с 1563 по 1568 год. Договор был подписан 18 ноября 1568 года шведскими посланниками Йореном Эрикссоном Гилленстерном (Jörgen Gyldenstiern of Fouglevig), Туре Бильке (Thure Bielcke of Salestad) и Нильс Дженссон (секретарь), а с датской стороны Пер Окс (Per or Peder Oxe of Gisselfeld, Хофмайстер), Йохан Фриис (Frijs of Hesselagger, канцлер), Хольгер Россенкранц (Holger Ottesen Rosenkrantz of Boller, губернатор Северной Ютландии), Педер Бильде (Bilde of Svanholm, командующий Каллундборгом) и Нильс Каасс (Kaas of Taarupgaard, секретарь)
В договоре между Любеком и Швецией последняя подтвердила привилегии Любека с 1523 года и восстановила мир между сторонами. Черновой вариант был подписан 22 ноября 1568 года теми же посланниками Швеции и Дании, которые подписали датско-шведское соглашение, а также Кристофером Тоде (Christoph Tode), Каликстусом Шейном и Фредериком Куэвеллом от Любека, а также Каспаром Паселиком от Дании.

## Последствия
Приняв датские условия, члены шведской делегации превысили свою компетенцию, и Юхан III отказался ратифицировать договоры. Отказ Юхана был подкреплен заявлением сословного риксдага, созванного в Стокгольме: Фредерик II должен был получить «порох, свинец и пики» вместо военных репараций.
Точно так же Фредерик II созвал датский риксдаг, единственный, созванный между 1536 и 1627 годами, в январе 1570 года. Пригрозив отречься от престола, Фредерик II добился согласия риксдага и датского совета на новые налоги, которые должны были профинансировать запланированный решающий удар по Швеции в 1570 году. Хотя этот удар так и не был осуществлён, объединённый датский и любекский флот во главе с Пером Мунком ранее в течение одиннадцати дней бомбил Ревель (Таллинн), главный город шведской Эстонии, в июле 1569 года. В ноябре того же года датские сухопутные войска вновь захватили крепость Варберг у шведов, но во время осады потеряли своих командиров Даниэля Ранцау и Франца Брокенхууса.
Любек, помимо военных расходов и потерь, составивших более 300 000 талеров, потерял большую часть довоенной шведской торговли. 13 декабря 1570 года стороны, наконец, заключили мир в Штеттинском договоре.